# 이타쿠라 가쓰사토 (12대)

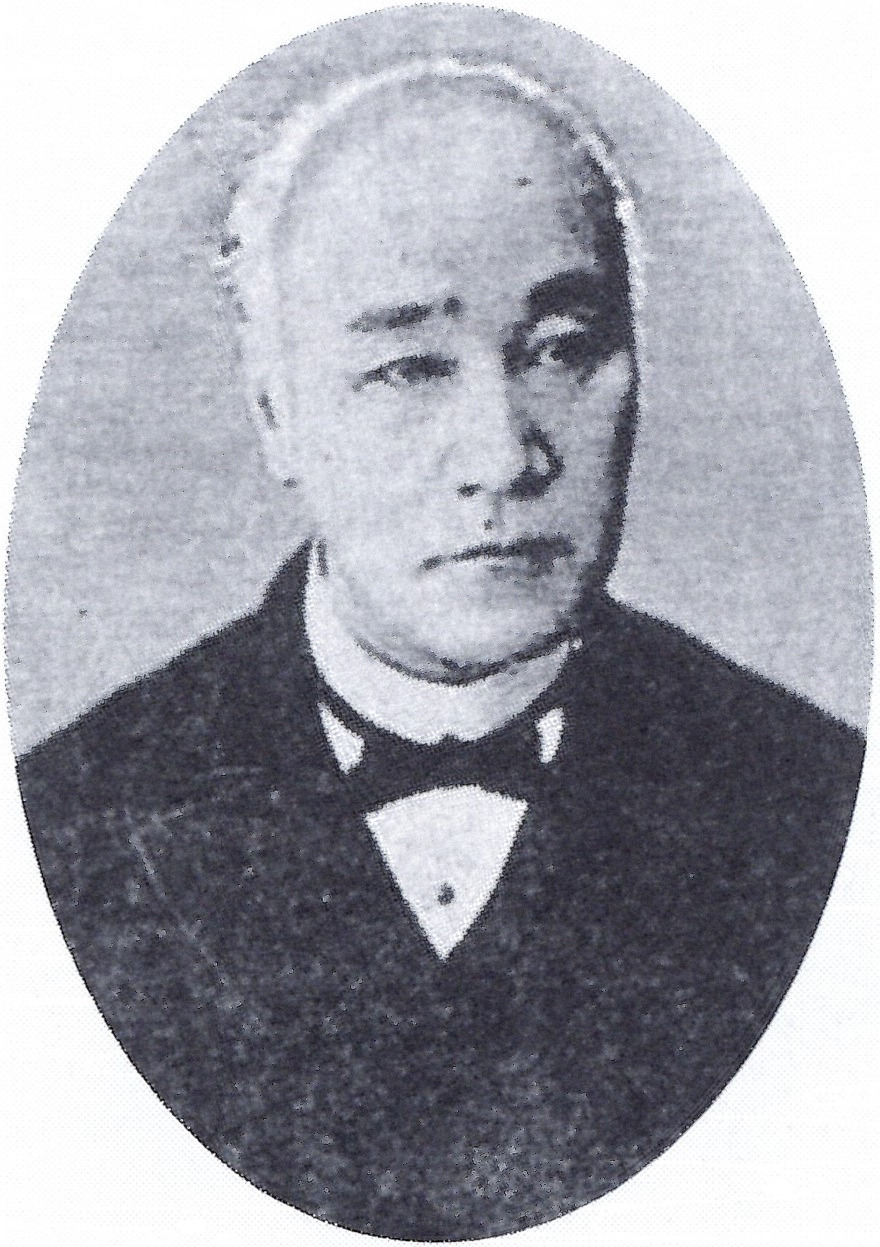
이타쿠라 가쓰사토

이타쿠라 가쓰사토(일본어: 板倉勝達, 1839년 6월 11일 ~ 1913년 7월 1일)는 막말의 다이묘로, 마지막 후쿠시마번주이자, 시게하라번주이다. 가쓰미치라고 불리기도 한다. 관위는 종5위하, 나이젠노카미이며, 자작에 서임되었다. 시게마사 류 이타쿠라 가(重昌流板倉家) 제15대 당주.
덴포 10년(1839년), 후쿠시마 번주 이타쿠라 가쓰나가의 둘째 아들인 이타쿠라 가쓰사다의 맏아들로 태어났다. 메이지 원년(1868년), 선대 번주 이타쿠라 가쓰미가 은거함에 따라 번주에 취임했다. 이듬해, 미카와 시게하라번 2만 8천 석 영지로 전봉되었다. 후쿠시마 번주 이타쿠라 가쓰아키의 셋째 아들 이타쿠라 가쓰히데를 양자로 삼았으나, 메이지 44년(1911년)에 먼저 사망하였기 때문에, 장남 가쓰노리가 자작가를 상속하게 되었다.
| 전임 이타쿠라 가쓰미 | 제15대 시게마사 류 이타쿠라 씨 당주 1868년 ~ 1911년 | 후임 이타쿠라 가쓰노리 |

| 전임 이타쿠라 가쓰미 | 제12대 후쿠시마번 번주 (이타쿠라가) 1868년 ~ 1869년 | 후임 폐번 |

|  | 시게하라번 번주 (이타쿠라가) 1869년 ~ 1871년 | 후임 폐번치현 |